# Kriva Krușa, Sliven
Kriva Krușa (în bulgară Крива Круша) este un sat în comuna Nova Zagora, regiunea Sliven,  Bulgaria. 

## Demografie
Componența etnică a satului Kriva Krușa
     Romi (25,71%)
     Bulgari (62,85%)
     Nicio identificare (11,42%)
     Altele (0%)
La recensământul din 2011, populația satului Kriva Krușa era de 35 locuitori. Din punct de vedere etnic, majoritatea locuitorilor (62,85%) erau bulgari, cu o minoritate de romi (25,71%). Pentru 11,42% din locuitori nu este cunoscută apartenența etnică.